# Łobi jabi (utwór)
Łobi jabi – tytułowy utwór z albumu Łobi jabi zespołu Voo Voo. Ukazał się również na płytach Koncert w Łodzi (z kwartetem smyczkowym i Radosławem Nowakowskim) i 21 (z Małgorzatą Walewską i Orkiestrą Aukso).
Kompozytorem i autorem tekstu jest Mateusz Pospieszalski.
Słowa „Łobi jabi...” kojarzą się bezpośrednio z utworem „Milo” Wojciecha Waglewskiego skomponowanym dekadę wcześniej. Jednak, jak zapewniają obaj autorzy, utwory te powstały niezależnie.
Piosenka ta jest często wykonywana na koncertach Voo Voo ze względu na łatwość współuczestniczenia widowni w jej wykonywaniu. Wielominutowe wspólne odśpiewywanie „Łobi jabi...” i dialog między zespołem a widownią jest też wplatany w inne utwory np. „Flota zjednoczonych sił” czy „Konstytucje”. Utwór ten jest również często wykonywany przez innych wykonawców w trakcie uroczystości, koncertów i happeningów organizowanych w ramach Wielkiej Orkiestry Świątecznej Pomocy, np. w trakcie obchodów XV-lecia Orkiestry czy na Przystanku Woodstock.